# Султан Магомет-Гирей
Князь Султан Магомет-Гирей (Хан Магмет-Гирей, Мехмед-Гирей, Магам-Черий Ислам-Чиреев Ханука, Ислам-Гирей Ханука) (? — 4 апреля 1821) — представитель одной из младших ветвей крымской ханской династии Гиреев.

## Биография
Один из князей хамышевского рода (подразделение бжедугов). Старший сын Султана Ислам-Гирея. Младший брат — Султан Каплан-Гирей (1795—1844).
Служил в Черноморском казачьем войске в чине войскового старшины (1816—1821).
Согласно Р. У. Туганову, с разрешения генерал-губернатора А. Э. Ришельё Султан Магомет-Гирей поселился на правом берегу Кубани у Павловского поста, сохранив свой левобережный аул. В хуторе на правом берегу Магмет-Гирей держал буйволов и верблюдов, разводил лошадей. Ежегодно с левого берега Кубани к нему приезжали около двухсот крестьян для сева, а затем уборки проса. Вел торговлю с привлечением армянских приказчиков.
За приверженность к России был князь награждён золотой медалью с надписью «За усердие» и чином войскового старшины. Магмет-Гирей вел переписку с генерал-губернатором А. Ф. Ланжероном о торговле и по некоторым другим вопросам.
А. П. Ермолов своим распоряжением от 3 августа 1820 года потребовал отселить всех подвластных Магмет-Гирея в одно место и не разрешать им строить дома у самого берега Кубани.
В марте 1821 года Магмет-Гирей обратился к российскому командованию с просьбой из-а тяжелой болезни разрешить ему переселиться с семьей и крестьянами на левый берег Кубани, где хотел был спокойно умереть. в счет своего долга князь завещал казне табун лошадей и отару овец. Его долг составлял 27 тысяч рублей.
4 апреля 1821 года Султан Магмет-Гирей скончался в своём хуторе у Павловского поста, через день его похоронили в своём родном ауле на левом берегу Кубани.

## Семья и дети
Был дважды женат. От первой жены имел четырех сыновей (Султан Шаган-Гирей, Султан Сагат-Гирей, Султан Хан-Гирей и Султан Адиль-Гирей) и пять дочерей (Милек-Султан, Алимкосетан, Ганифа, Черихин и пятая дочь).
В 1820 году вторично женился на бжедугской княжне Биче Ганжуковой, брак с которой был бездетен.